# Rata Blanca
Rata Blanca (читається як Ра́та Бла́нка) — аргентинський метал-гурт, заснований 1985 року у Буенос-Айресі. Вважається одним з найвпливовіших гуртів латиноамериканського металу.
Два альбоми гурту включені до списку 250 найкращих альбомів латин-року усіх часів: Magos, Espadas y Rosas (№ 42, 5 мільйонів проданих дисків) і El camino del fuego (№ 16). Пісня Mujer Amante посідає 52-ге місце у переліку найкращих пісень аргентинського року усіх часів, La leyenda del hada y el mago — третє.
На сьогодні Rata Blanca має 6 золотих дисків і один платиновий, що робить її найуспішнішою серед аргентинських команд, які грають метал.

## Історія

### Початок (1986-1989)
1986 року екс-гітарист гурту V8 Волтер Джардіно і екс-ударник цієї ж команди Густаво Ровек вирішили записати власний демо-альбом. До запису диску, який включав 4 пісні («Chico Callejero», «Gente del Sur», «Rompe el Hechizo», «La Bruja Blanca»), приєдналися також Родольфо Кава і Юлі Рут. Результат спільної роботи сподобався музикантам і вони вирішили організувати групу на постійній основі.
Кава і Рут не підтримали цю ідею. Їх замінили Сауль Бланч, гітарист і вокаліст Габріель Моралес, басист Гільєрмо Санчес і другий гітарист Серхіо Бердичевський. Перший концерт Rata Blanca відбувся 15 серпня 1987 року у театрі «Luz y Fuerza» у Буенос-Айресі перед 600 глядачами. Після другого концерту Сауль Бланч покинув гурт. 2 січня 1988 року пройшов третій концерт, де місце вокаліста зайняв Карлос Періго. Разом з ним і ще одним вокалістом Шіто Моліною, а також Саулем Бланчем, гурт записав свій перший диск. Альбом отримав назву Rata Blanca і надійшов у продаж 1988 року. За перші 7 місяців від виходу було продано 20 000 його копій, згодом диск став золотим.

### Успіх: Magos, Espadas y Rosas (1990)
1989 року до гурту приєдналися клавішник Уго Бістольфі і вокаліст Адріан Баріларі. Разом вони записали другий альбом Magos, Espadas y Rosas, який став надзвичайно успішним. Пісні з нього «La leyenda del hada y el mago» і «Mujer Amante» стали хітами в Аргентині і досі вважаються одними з найкращих в історії аргентинського року. Презентація альбому відбулася на стадіоні Обрас Санітарьяс перед 7000 глядачів. Після цього Rata Blanca зіграли на розігріві в Ієна Гіллана з Deep Purple.
1991 року гурт дав 120 концертів для 170 000 глядачів і став фінансово найуспішнішим в Аргентині. На сьогодні загальний обсяг проданих копій альбому Magos, Espadas y Rosas перевищує 5 мільйонів.

### Guerrero del Arco Iris і El Libro Oculto (1991-1993)
28 грудня 1991 року на стадіоні Велес Сарсфілд перед 30 000 глядачів було презентовано третій альбом гурту Guerrero del Arco Iris. Після туру провінціями Аргентини у жовтні 1992 року Rata Blanca повернулися до Буенос-Айресу, де дали три концерти в Оперному театрі разом з камерним оркестром, зібравши 20 000 глядачів.
Після цього гурт відправився у свій перший міжнародний тур по Латинській Америці, Іспанії і Португалії. В Іспанії також було записано EP El Libro Oculto, який відрізнявся більш важким і менш мелодійним звучанням, ніж попередні роботи гурту. Новий диск Rata Blanca не був сприйнятий слухачами і критиками, тому популярність гурту в Аргентині почала падати. Водночас погіршилися відносини між музикантами.

### Занепад (1994-1997)
Після завершення туру на підтримку альбому Guerrero del Arco Iris гурт з особистих причин покинули вокаліст Адріан Баріларі і клавішник Уго Бістольфі, які разом створили власний проект. У складі гурту їх замінили відповідно Маріо Ян і Хав'єр Ретамосо.
1994 року вийшов наступний альбом Rata Blanca під назвою Entre el cielo y el infierno. Через те, що обличчя гурту вокаліст Адріана Баріларі його покинув, альбом не мав популярності в Аргентині, тому більшість концертів на його підтримку відбувалися в інших іспаномовних країнах, здебільшого в Іспанії, а також у США, Пуерто-Рико, Мексиці, Бразилії і Португалії.
1996 року вийшов концертний альбом En vivo Buenos Aires, де були записи Rata Blanca разом з камерним оркестром 1992 року.
Волтер Джардіно був невдоволений новим стилем гурту і вирішив його змінити. Вокаліста Маріо Яна замінив Габріель Мар'ян. 1997 року Rata Blanca випустили альбом VII, який не зустрів підтримки у публіки. 1998 року Волтер оголосив про розпад гурту і розпочав сольний проект під назвою Temple.

### Повернення (2000-2001)
Невдовзі Волтер посварився з музикантами з Temple і замість них запросив приєднатися до свого гурту колишніх учасників Rata Blanca Гільєрмо Санчеса й Уго Бістольфі, а згодом і Адріана Баріларі. Публіка дуже теплом сприйняла цей склад.
Оскільки гурт тепер мав у своєму складі чотирьох ключових учасників Rata Blanca, Волтер вирішив, що безглуздо далі називатися Temple. Також до музикантів приєднався ударник Фернандо Скарселья і 2000 року Rata Blanca відновила своє існування.
Повернення гурту ознаменував великий тур Америкою і Європою, який почався з концерту у місті Санта-Крус-де-ла-Сьєрра 2 вересня 2000 року перед 10 000 глядачів і включав понад 150 концертів. Згодом вийшла збірка найкращих пісень Rata Blanca Grandes Canciones, яка отримала статус золотого диска. Наприкінці 2001 року гурт дав три концерти у театрі Gran Rex, зібравши близько 400 тисяч глядачів.

### Золота трилогія (2002—2008)
2002 року вийшов новий альбом гурту El camino del fuego, який був дуже добре сприйнятий фанатами. Того ж року відбулися 2 концерти у буенос-айреському театрі Луна-Парк, які загалом зібрали аудиторію у 23 тисячі осіб і згодом були видані як концертний альбом Poder vivo.
Після двох років концертів у 2005 було випущено новий альбом La llave de la puerta secreta, який невдовзі став платиновим. Новий диск наслідував стиль попереднього і містив пісні у стилі рок і блюз.
Наступні три роки Rata Blanca провела у концертному турі країнами Південної Америки і Європи, після чого 2008 року записала восьмий студійний альбом El Reino Olvidado, який одразу ж став золотим. На його підтримку було здійснено виступи у Південній і Північній Америці.
5 липня 2009 року відбувся великий концерт Rata Blanca на стадіоні Луна-Парк, де разом з ними заспівала Тар'я Турунен. Згодом концерт було видано на DVD і BluRay.

### The Forgotten Kingdom
Зважаючи на успіх диску «El reino Olvidado», його було вирішено перевидати, записавши деякі пісні англійською мовою. Оскільки вокаліст Адріан Баріларі не дуже добре володів нею, було вирішено запросити шотландця Дугі Вайта.
Альбом отримав назву The Forgotten Kingdom і надійшов у продаж у березні 2010 року. Його презентація відбулася 18, 19 і 21 травня за участю клавішника Данило Мощена, який замінив Уго Бістольфі.

## Хронологія
Склад і дискографія гурту:
|                 |                      |                 |                 |                        |                        |                 |                              |                 |                 |            |                    |                     |                               |                    |                       |                    |
|                 |                      | Rata Blanca     |                 | Magos, espadas y rosas | Guerrero del arco iris | El libro oculto | Entre el cielo y el infierno | Rata Blanca VII |                 |            | Grandes Canciones  | El camino del fuego | La llave de la puerta secreta | El reino olvidado  | The Forgotten Kingdom |                    |
| 1986            | 1987                 | 1988            | 1989            | 1990/ 1991             | 1992                   | 1993            | 1994/ 1996                   | 1997            | 1998            | 1999/ 2000 | 2001               | 2002/ 2004          | 2005/ 2007                    | 2008/ 2009         | 2009                  | 2010               |
| Волтер Джардіно | Волтер Джардіно      | Волтер Джардіно | Волтер Джардіно | Волтер Джардіно        | Волтер Джардіно        | Волтер Джардіно | Волтер Джардіно              | Волтер Джардіно | Волтер Джардіно |            | Волтер Джардіно    | Волтер Джардіно     | Волтер Джардіно               | Волтер Джардіно    | Волтер Джардіно       | Волтер Джардіно    |
|                 | Гільєрмо Санчес      | Гільєрмо Санчес | Гільєрмо Санчес | Гільєрмо Санчес        | Гільєрмо Санчес        | Гільєрмо Санчес | Гільєрмо Санчес              | Гільєрмо Санчес | Гільєрмо Санчес |            | Гільєрмо Санчес    | Гільєрмо Санчес     | Гільєрмо Санчес               | Гільєрмо Санчес    | Гільєрмо Санчес       | Гільєрмо Санчес    |
| Р. Кава         | Р. Кава              | К. Періго       |                 | Адріан Баріларі        | Адріан Баріларі        | Адріан Баріларі | Маріо Ян                     | Габріель Мар'ян | Габріель Мар'ян |            | Адріан Баріларі    | Адріан Баріларі     | Адріан Баріларі               | Адріан Баріларі    | Адріан Баріларі       | Адріан Баріларі    |
|                 | Сауль Бланч          | Сауль Бланч     | Сауль Бланч     | Уго Бістольфі          | Уго Бістольфі          | Уго Бістольфі   | Хав'єр Ретамосо              | Хав'єр Ретамосо |                 |            | Уго Бістольфі      | Уго Бістольфі       | Уго Бістольфі                 | Уго Бістольфі      | Уго Бістольфі         | Д.Мощен            |
| Густаво Ровек   | Густаво Ровек        | Густаво Ровек   | Густаво Ровек   | Густаво Ровек          | Густаво Ровек          | Густаво Ровек   | Густаво Ровек                | Густаво Ровек   | Густаво Ровек   |            | Фернандо Скарселья | Фернандо Скарселья  | Фернандо Скарселья            | Фернандо Скарселья | Фернандо Скарселья    | Фернандо Скарселья |
|                 | Серхіо Бердичевський |                 |                 |                        |                        |                 |                              |                 |                 |            |                    |                     |                               |                    |                       |                    |
|                 |                      | Ш. Моліна       |                 |                        |                        |                 |                              |                 |                 |            |                    |                     |                               |                    | Дугі Вайт             | Дугі Вайт          |

|  | Альбом |  | Гітара |  | Бас |  | Вокал |  | Клавішні |  | Ударні |